# Doki Doki Literature Club!
Doki Doki Literature Club! je americký vizuální román z roku 2017, který vydal Team Salvato (vedený Danem Salvatem) pro operační systémy Microsoft Windows, macOS a Linux. Je zdarma ke stažení na itch.io a na Steamu. Příběh je vyprávěn pohledem středoškolského studenta, který se dostane do literárního klubu a postupně se seznamuje s jeho čtyřmi dalšími členkami: Sayori (jeho kamarádkou z dětství), s asertivní Natsuki, s plachou Yuri a s temperamentní Monikou, prezidentkou klubu. Ze začátku se celá hra zdá jako klasický simulátor randění, později se ale vyvine v metafiktivní psychologický horor, který často boří čtvrtou stěnu. V jedné části hry je nutné upravit herní soubory, aby děj pokračoval.
Doki Doki Literature Club! je vizuální román, tudíž se jedná o příběh, který běží a hráč do něj nemůže příliš zasahovat. Hráč se může rozhodovat za hlavní postavu v určitých situacích a díky tomu děj mírně měnit. Existují 3 zakončení hry. Hra je doplněna také o minihru, ve která má za úkol hráč vybírat slova do básně, kterou píše.
Hra byla kritika přijata velmi pozitivně a vyhrála několik ocenění od IGN.

## Pokračování
V roce 2021 byla vydána rozšířená verze hry pod názvem Doki Doki Literature Club Plus!. Tato nová verze je placená a kromě PC vyšla i pro Nintendo Switch, PlayStation 4, PlayStation 5 a Xbox One. Ohlasy na tuto verzi byly poměrně pozitivní, i když někdy bývá kritizována za nedostatek nového obsahu oproti předchozí verzi, která byla zdarma.